# Santa María de Villandás
Pour les articles homonymes, voir Santa Maria.
 (janvier 2021).
Santa María de Villandás est l'une des 28 paroisses (divisions administratives) de la municipalité de Grado, dans la province et la communauté autonome des Asturies, dans le Nord de l'Espagne.
La population est composée de 122 personnes (INE 2007).

## Villages et hameaux
- La Cabaña
- La Campusa
- Capítulo
- La Fueja
- El Gorrión
- Los Lodos
- Puente de Seaza
- Robledo
- Rozallana
- Santa María
- Seaza
- Villandás
- Vío del Pedrouco
- Vío del Pico